# 维罗纳斯
维罗纳斯（希臘語：Βύρωνας）是希腊阿提卡大區中雅典专区的市镇，位于雅典都会区的东南部。市镇面积为9.204平方公里，2021年人口数量为59,134人。
原为雅典的一部分，1933年成立为一个社区，并在1934年成为一个单独的市镇。

## 人口数据
| 年份 | 人口数量 |
| ---- | -------- |
| 1981 | 57,880   |
| 1991 | 58,523   |
| 2001 | 61,102   |
| 2011 | 61,308   |
| 2021 | 59,134   |